# 296 Dywizja Piechoty (III Rzesza)
296 Dywizja Piechoty (niem. 296. Infanterie-Division) – niemiecka dywizja z czasów II wojny światowej, uczestniczyła głównie w walkach przeciw Armii Czewonej na terytorium Związku Radzieckiego.
Sformowana w rejonie Pasawy rozkazem z 6 lutego 1940, w 8. fali mobilizacyjnej w XIII Okręgu Wojskowym. Z okupowanej Belgii została przerzucona do składu Grupy Armii Środek, aby wziąć udział w planowanym na 22 czerwca 1941 ataku na ZSRR. Na przełomie 1941/1942 uczestniczyła w bitwie pod Moskwą. Latem 1944 została zniszczona pod Bobrujskiem, w czasie ofensywy prowadzonej przez Armię Czewoną. Oficjalnie 296 DP została rozwiązana 3 sierpnia 1944.

## Dowódcy dywizji
- gen. mjr/gen. por. Wilhelm Stemmermann 6 II 1940 – I 1942;
- gen. por. Friedrich – Edler von Wehrge Krischer 8 I 1942 – 3 IV 1942;
- gen. por. Karl Faulenback 3 IV 1942 – 9 I 1943;
- gen. por. Arthur Kullmer 10 I 1943 – 19 VI 1944;
- płk Gerhard Höffer VI 1944.

## Struktura organizacyjna
Stan w lutym 1940:
- 519., 520. i 521. pułk piechoty, 296. pułk artylerii Reichsgründung, 296. batalion pionierów, 296. oddział rozpoznawczy, 296. oddział przeciwpancerny, 296. oddział łączności;

Stan w lipcu 1943:
- 519., 520. i 521. pułk grenadierów, 296. pułk artylerii Reichsgründung, 296. batalion pionierów, 296. batalion fizylierów, 296. oddział przeciwpancerny, 296. oddział łączności;